# Léonie-Inseln
Die Léonie-Inseln sind eine Gruppe kleiner Inseln vor der Westküste der Antarktischen Halbinsel. Sie liegen in der Einfahrt zur Ryder Bay vor der Südostküste der Adelaide-Insel.
Teilnehmer der Fünten Französischen Antarktisexpedition (1908–1910) entdeckten diese Inseln. Deren Leiter, der französische Polarforscher Jean-Baptiste Charcot, benannte die größte von ihnen als Léonie-Insel. Bei der British Graham Land Expedition unter der Leitung des australischen Polarforschers John Rymill wurde dieser Name auf die gesamte Inselgruppe übertragen.